# Ru du Vivray
Le ru du Vivray est un petit cours d'eau du Val-d'Oise, affluent de la rive gauche de l'Oise et sous-affluent de la Seine.

## Géographie
Le ru du Vivray coule sur 1,5 km dans un sens est-ouest depuis le domaine du Vivray à l'ouest de la forêt de L'Isle-Adam. Il alimente un étang dans le dit domaine et coule uniquement sur le territoire de la commune de L'Isle-Adam. Il se jette dans l'Oise face à la commune de Parmain.